# Dokken
A Dokken egy amerikai hard rock/heavy metal zenekar, mely fénykorát a 80-as években élte. George Lynch kilépése után a zenekar szétesett, majd 1993-ban ujjáalakult, és a mai napig aktív részese a színtérnek. Világszerte több mint 10 millió lemezt adtak el.

## Fénykor
1977-ben alakította meg a zenekart Mick Brown (dob) és Greg Leon (gitár). 1978-ban Peter Baltes basszusgitáros kilépett, helyére Juan Croucier érkezett. 1981-ben került a zenekarba George Lynch gitáros. Don Dokken énekes ez idő tájt kisegítette a Scorpionst a Blackout lemezük felvételeinél, mivel Klaus Meine hangszálproblémákkal küszködött (később Klaus mindent újraénekelt). A Dokken közben az USA klubvilág egyik legizgalmasabb koncertzenekarává nőtte ki magát. Juan Croucier átment a Ratt zenekarba, helyére Jeff Pilson érkezett. Így alakult ki a klasszikus Dokken felállás.
Az 1979-es Back in the Streets Ep-t csak 1983-ban követte a debütáló lemez a Breking the Chains. A korong Van Halen hatásokban bővelkedő együttest mutatott, ennek ellenére a lemez bekerült a Billboard 200-as listájába. Az igazi áttörés a Tooth and Nail lemezzel érkezett meg, amit az Under Lock and Key lemezzel tovább fokoztak. A zenekar világsztárrá vált, 1986-ban szerepeltek a Heavy Metal Parking Lot című dokumentumfilmben. 1987-ben jelent meg utolsó klasszikus művük a Back for the Attack. A lemezt felvezető (és a Rémálom az Elm utcában 3 sikerhorrort népszerűsítő) Dream Warriors mini Lp már előrevetítette a Back for the Attack sikerét. A turné során részt vehettek az 1988-as Monsters of Rock fesztiválsorozaton olyan előadok társaságában, mint a Metallica, a Van Halen, a Scorpions vagy a Kingdom Come. A turné japán állomásán került rögzítésre a Beast From the East koncertlemez. Ekkora azonban már olyan szinten megromlott a viszony George Lynch és Don Dokken közt, hogy George kiszállt és létrehozta saját zenekarát a Lynch Mobot. Így a Dokken feloszlott. Don Dokken szólólemezzel rukkolt elő, míg Jeff Pilson játszott a McAuley Shenker Groupban illetve Dio 1994-es nagylemezén (Strange Higways).

## Újraegyesülés
1993-ban történt meg az ujjáalakulás, mely a Dysfunctional lemezt eredményezte 1995-ben. A korong nem kapott olyan jó kritikákákat, mint elődei. Ezt követte egy akusztikus koncertlemez (One Live Night), majd az 1997-es Shadowlife ami szintén nem tudta hozni a régi anyagok színvonalát. Így George Lynch immáron végleg kiszállt, helyére Reb Beach érkezett ( Winger, Whitesnake). Az 1999-es Erase the Slate lemezen már Reb játéka hallható. Különféle válogatás és koncertlemezek után jelent meg a Long Way Home immáron John Norum (Europe), gitárossal, Barry Sparks basszusgitárossal. Jon Levin gitárossal került rögzítésre a Hell to Pay lemez. A megjelenés előtt felléptek a németországi Bang Your Head fesztiválon is. A régi rajongók örömére 2007-ben jelent meg a From Conception: Live 1981, mely elfekvő, kiadatlan koncertfelvételeket tartalmaz. Az utolsó előtti sorlemez a Lightning Strikes Again címet viseli. Erre a lemezre érkeztek 1995 óta a legjobb kritikák, kihangsúlyozva, hogy a zenekar visszatért 80-as évekbeli hangzásvilágához. Jelenleg pletykák szólnak a klasszikus Dokken újraegyesüléséről, de ezeket a híreket Don Dokken rendre cáfolja. 2023. október 27-én megjelent az együttes legújabb albuma, Heaven Comes Down címmel.

## Diszkográfia

### Stúdió albumok
| Év   | Cím                     | USA | Angol | RIAA    | BPI |
| ---- | ----------------------- | --- | ----- | ------- | --- |
| 1983 | Breaking the Chains     | 136 | -     | -       | -   |
| 1984 | Tooth and Nail          | 49  | -     | Platina | -   |
| 1985 | Under Lock and Key      | 32  | -     | Platina | -   |
| 1987 | Back for the Attack     | 13  | 96    | Platina |     |
| 1995 | Dysfunctional           | 47  | -     | -       | -   |
| 1997 | Shadowlife              | 146 | -     | -       | -   |
| 1999 | Erase the Slate         | -   | -     | 50,000+ | -   |
| 2002 | Long Way Home           | -   | -     | -       | -   |
| 2004 | Hell to Pay             | -   | -     | 10,000+ | -   |
| 2008 | Lightning Strikes Again | 133 | -     | -       | -   |
| 2023 | Heaven Comes Down       |     |       |         |     |

### Koncertlemezek
| Év   | Cím                        | USA | Angol | RIAA  | BPI |
| ---- | -------------------------- | --- | ----- | ----- | --- |
| 1988 | Beast from the East        | 33  | -     | Arany | -   |
| 1996 | One Live Night             | -   | -     | -     | -   |
| 2000 | Live from the Sun          | -   | -     | -     | -   |
| 2003 | Japan Live '95             | -   | -     | -     | -   |
| 2007 | From Conception: Live 1981 | -   | -     | -     | -   |

### Válogatások
| Év   | Cím                               | USA | Angol | RIAA     | BPI |
| ---- | --------------------------------- | --- | ----- | -------- | --- |
| 1994 | The Best of Dokken                | -   | -     | -        | -   |
| 1999 | The Very Best of Dokken           | -   | -     | 230,000+ | -   |
| 2002 | Then and Now                      | -   | -     | -        | -   |
| 2002 | Alone Again and Other Hits        | -   | -     | -        | -   |
| 2004 | Change the World: An Introduction | -   | -     | -        | -   |
| 2006 | The Definitive Rock Collection    | -   | -     | -        | -   |
| 2006 | The Definitive Rock Collection    | -   | -     | -        | -   |
| 2009 | Dokken Greatest Hits Vol. 2       | -   | -     | -        | -   |

### EP-k
| Év   | Cím                 | USA | Angol | RIAA | BPI |
| ---- | ------------------- | --- | ----- | ---- | --- |
| 1979 | Back in the Streets | -   | -     | -    | -   |

### Kislemezek
| Év   | Cím                      | USA | U.S Mainstream Rock | Angol | Album                   |
| ---- | ------------------------ | --- | ------------------- | ----- | ----------------------- |
| 1979 | "Hard Rock Woman"        | -   | -                   | -     |                         |
| 1983 | "Breaking the Chains"    | -   | 32                  | -     | Breaking the Chains     |
| 1984 | "Into the Fire"          | -   | 21                  | -     | Tooth and Nail          |
| 1985 | Alone Again"             | 64  | 20                  | -     | Tooth and Nail          |
| 1985 | "Just Got Lucky"         | 105 | 27                  | -     | Tooth and Nail          |
| 1985 | The Hunter"              | -   | 25                  | -     | Under Lock and Key      |
| 1986 | In My Dreams"            | 77  | 24                  | -     | Under Lock and Key      |
| 1986 | "It's Not Love"          | -   | -                   | -     | Under Lock and Key      |
| 1987 | Dream Warriors"          | -   | 22                  | -     | Back for the Attack     |
| 1987 | "Burning Like a Flame"   | 72  | 20                  | 78    | Back for the Attack     |
| 1988 | Heaven Sent"             | -   | -                   | -     | Back for the Attack     |
| 1988 | Prisoner"                | -   | 37                  | -     | Back for the Attack     |
| 1988 | Walk Away"               | -   | -                   | -     | Beast from the East     |
| 1995 | "Too High to Fly"        | -   | 29                  | -     | Dysfunctional           |
| 2004 | Escape"                  | -   | -                   | -     | Hell to Pay             |
| 2004 | Better off Before"       | -   | -                   | -     | Hell to Pay             |
| 2008 | Standing on the Outside" | -   | -                   | -     | Lightning Strikes Again |